# Триплатинацирконий
Триплатинацирконий — бинарное неорганическое соединение
платины и циркония
с формулой Pt3Zr,
кристаллы.

## Получение
- Сплавление стехиометрических количеств чистых веществ:

{\displaystyle {\mathsf {3\,Pt+Zr\ {\xrightarrow {2120^{o}C}}\ ZrPt_{3}}}}

## Физические свойства
Триплатинацирконий образует кристаллы
гексагональной сингонии,
пространственная группа P 63/mmc,
параметры ячейки a = 0,5644÷0,5624 нм, c = 0,9225÷0,9213 нм, Z = 4,
структура типа титантриникеля Ni3Ti
.
Соединение конгруэнтно плавится при температуре >2120 °C 
и имеет область гомогенности 25÷27 ат.% циркония.

## Применение
- Интерметаллический покрытие Pt3Zr используется в качестве анти-эмиссионного покрытия[4].